# زبان پشتو
پَشتو یا پښتو یک زبان ایرانی شرقی است که در کنار زبان فارسی یکی از زبان‌های اصلی افغانستان و دومین زبان پرگویشور در پاکستان محسوب می‌شود. در ادبیات فارسی گاه از این زبان به نام اَفْغانی یاد شده است. پشتون‌ها گویشوران پشتو می‌باشند که در پاکستان، افغانستان، هند و ایران زندگی می‌کنند.
زبان پشتو در اصل جزئی از زبان‌های ایران بزرگ است. قواعد آواشناسی نشان می‌دهد که واژه پشتو شکل دیگرگون‌شده‌ای از همان واژهٔ پَرْسَوا (به معنی پارسی) است. بطلمیوس هم آن را پکتین نوشته است؛ بنابراین نام پشتو از همان پکهت – پکتویس – پکتین ساخته شده و پشتو و پختو تلفظ می‌شود. اغلب پشتوزبانان در افغانستان، به خوبی زبان فارسی را می‌دانند ولی برعکس آن صادق نیست. زبان فارسی زبان نَخُست یا دوم ۳۰ درصد مردم افغانستان است.
نخستین دولت مستقل افغانی یعنی امپراتوری درانی در سال ۱۷۴۷ تشکیل گردید، اما زبان (پشتو) فقط درسال ۱۹۳۶ حیثیت زبان رسمی دولتی را کسب کرد. قانون‌های نوشتاری و ادبی زبان پشتو در میانه سده شانزدهم بنیان‌گذاری شد ولی به علل گوناگون روند ایجاد قواعد ادبی زبان پشتو تا هم‌اکنون تکمیل نشده هست در سال ۱۹۶۴ وقتی زبان فارسی به زبان دری تغییر نام یافت، زبان پشتو به عنوان زبان رسمی دوباره مورد تأکید قرار گرفت.
نخبگان افغان از هر دو زبان فارسی و پشتو استفاده می‌کنند و زبان فارسی را نمادی از پرورش فرهنگی و تکامل می‌دانند. ظاهرشاه (شاه افغانستان طی سال‌های ۱۹۳۳ تا ۱۹۷۳) بعد از پدرش محمد نادر شاه و همانند او تصمیم گرفت که مقامات باید هر دو زبان فارسی و پشتو را مطالعه و مورد استفاده قرار دهند. در سال ۱۹۳۶ یعنی سه سال بعد از آغاز فرمانرویی وِی، طی یک حکم شرعی سلطنتی زبان پشتو را زبان رسمی افغانستان اعلام کرد با وجود این که اغلب خانواده سلطنتی و دیوان‌سالاران که اغلب پشتون بودند، فارسی صحبت می‌کردند. جو ایرانی ستیز و شیعه ستیزی القا شده توسط انگلیس به حاکمان وقت افغانستان، سبب این تصمیم بود.
زبان پشتو در نواحی جنوبی و جنوب‌شرقی کشور افغانستان و به‌طور پراکنده در شمال و قسمت شمال‌غربی پاکستان و هم‌چنین در مناطقی از ایران و هندوستان که پشتون‌ها حضور دارند متداول است. گروهی از پشتوزبانان در بلوچستان و معدودی در چیترال و کشمیر زندگی می‌کنند. برخی نیز در کنار مرزهای ایران و افغانستان سکونت دارند. هر چند زبان عربی در این زبان نفوذ یافته، پشتو بسیاری از خصوصیات اصیل زبان‌های ایرانی را درون خود نگه داشته و خود لهجه‌های گوناگون دارد:مانند وزیری، آفریدی، پیشاوری، قندهاری، غلزایی، بنوچی و غیره.
در قانون اساسی نو افغانستان، هر دو زبان رایج آن کشور، یعنی فارسی دری و پشتو، به‌عنوان زبان‌های رسمی ملی پذیرفته شده است. بنا به گفته دانشنامه ایرانیکا تعداد گویشوران زبان پشتو در افغانستان ۱۲ میلیون نفر، در پاکستان حدود ۲۳ میلیون نفر و در ایران حدود ۵۰٬۰۰۰ نفر (بدون احتساب مهاجران) برآورد می‌شود.
برخی منابع، تعداد گویشوران آن را حتی میان ۴۰ تا ۵۰ میلیون نفر در سراسر جهان تخمین زده‌اند.
زبان باستانی ایرانی که نیای پشتو بوده، به احتمال زیاد با زبان گاتاهای زرتشت نزدیکی داشته است. با گذشت زمان، شاخهٔ زبان‌های هندوآریایی تأثیر عمیقی بر روی پشتو گذاشته است، اما زبان پشتو درعین‌حال بسیاری از ویژگی‌های اصلی زبانیش را در خود حفظ کرده است.

## نام
پشتو ظاهراً از واژه پشتون یا پختون آمده است که نام قومی ایرانی است. این زبان در اصل جزو زبان‌های هندوایرانی است. قواعد آواشناختی نشان می‌دهد که واژهٔ پشتو شکل دیگرگون‌شده‌ای از همان واژهٔ پَرْسَوا (به‌معنی پارسی) است. پروفسور مارکوارت آلمانی معتقد است پشتو مشتق از پختو و آن نیز از واژه پرسوا (parsuwā) گرفته شده است. به عقیده یِ مارکوارت پرسوا از ریشه -parsū سانسکریت است که نام قبیله‌ای جنگجو در شمال غربی هند بوده است. او پشتون را بر گرفته از پرسوانا (منسوب به پَرسوا) می‌داند. بطلمیوس هم آن را پکتین نوشته است؛ بنابراین نام پشتو از همان پکهت – پکتویس – پکتین ساخته شده و پشتو و پختو تلفظ می‌شود.

## تاریخ

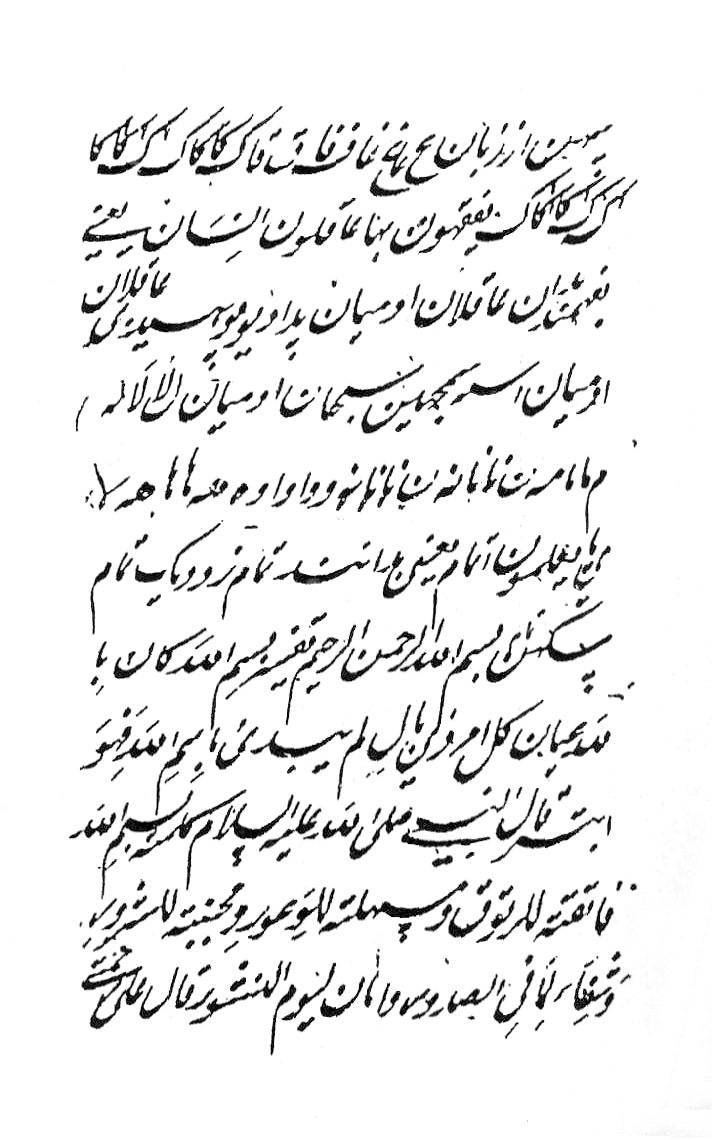
کتاب خیر البیان مربوط به سال ۱۶۵۱ میلادی به پشتو

برخی از زبان‌شناسان استدلال کرده‌اند که پشتو از تبار اوستایی یا گونه‌های بسیار نزدیک به آن است. با این حال، این موضع که پشتو نواده مستقیم اوستایی است، هنوز مورد اختلاف است. آنچه دانشمندان بر آن اتفاق نظر دارند این واقعیت است که زبان پشتو یک زبان ایرانی شرقی است که دارای ویژگی‌های مشترک با زبان‌های ایرانی میانه شرقی مانند باختری، خوارزمی و سغدی است.
استرابون که در سال‌های ۶۴ پیش از میلاد تا ۲۴ میلادی زندگی می‌کرد، توضیح می‌دهد که قبایل ساکن در سرزمین‌های غرب رود سند بخشی از آریانا بودند. این در حدود زمانی بود که یونانیان بلخ منطقه پشتون‌ها را اداره می‌کردند. از سده ۳ میلادی به بعد، بیشتر پشتون‌ها را با نام افغان (آبگان) می‌خوانند.
دانشمندانی همچون عبدالحی حبیبی با استفاده از نوشته‌های پته خزانه بر این باورند که نخستین آثار پشتو توسط امیر کرور سوری در اوایل دوره غوریان در سده هشتم میلادی نوشته شد. پته خزانه یک نسخه خطی پشتو است که ادعا می‌شود توسط محمد هوتکی با پشتیبانی شاه حسین هوتکی در قندهار نوشته شده و حاوی گلچین شاعران پشتو است. با این حال، اصالت این کتاب توسط دانشمندانی مانند دیوید نیل مکنزی و لوسیا سرنا لوئی مورد اختلاف است.
از سده شانزدهم، شعر پشتو در میان پشتون‌ها بسیار محبوب شد. از کسانی که به زبان پشتو شعر نوشتند می‌توان به بایزید پیر روشن (مخترع بزرگ الفبای پشتو)، خوشحال‌خان ختک، رحمان بابا، نازو توخی و احمد شاه درانی، بنیانگذار امپراتوری دورانی اشاره کرد.
امروزه با مشاهده ازدیاد واژگان فارسی و عربی در پشتو، تمایل زیادی به «پاک‌سازی» پشتو با بازیابی واژگان کهن آن وجود دارد.

## پراکندگی جغرافیایی
پشتو به عنوان زبان رسمی در افغانستان بیشتر در شرق، جنوب و جنوب غربی رایج است اما در برخی از مناطق شمالی و غربی کشور نیز صحبت می‌شود. شمار دقیق گویشوران آن در دسترس نیست، اما برآوردهای مختلف نشان می‌دهد که پشتو زبان مادری ۳۵–۵۰٪ از کل جمعیت افغانستان است.
پشتو در پاکستان زبان ۱۵٪ از جمعیت است، که عمدتاً در شمال غربی کشور در ایالت خیبر پختونخوا و مناطق شمالی ایالت بلوچستان گفتگو می‌شود. زبان پشتو در دیگر شهرهای بزرگ پاکستان، به ویژه در کراچی، نیز یافت می‌شود.
جوامع دیگر پشتوزبان در هند، تاجیکستان، و شمال شرقی ایران (بیشتر در استان خراسان جنوبی در شرق قاین، نزدیک مرز افغانستان) یافت می‌شوند. در هند بیشتر مردم پشتون به جای پشتو به زبان هندی صحبت می‌کنند. شمار کمی پشتوزبان در هند وجود دارد و آن‌ها در راجستان ملقب به شین کهلای و در کلکته ملقب به کابولیوالا («مردم کابل») هستند.
جوامع بزرگ پشتون‌های دور از وطن در غرب آسیا، به ویژه در امارات متحده عربی و عربستان سعودی نیز وجود دارد. مهاجران پشتون در دیگر کشورها همچون ایالات متحده، بریتانیا، کانادا، آلمان، هلند، سوئد، قطر، استرالیا، ژاپن، روسیه، نیوزیلند و غیره نیز پراکنده هستند.

### افغانستان
پشتو، همراه با فارسی یکی از دو زبان رسمی افغانستان است. از اوایل قرن هجدهم همه پادشاهان افغانستان پشتون بودند (به استثنای حبیب‌الله کلکانی در سال ۱۹۲۹). فارسی، زبان ادبی دربار افغانستان بود و بیشتر در نهادهای دولتی مورد استفاده قرار می‌گرفت در حالی که قبایل پشتون به زبان پشتو به عنوان زبان مادری خود صحبت می‌کردند. شاه امان‌الله خان در دوران سلطنت خود (۱۹۲۹–۱۹۲۶) سیاست ترویج پشتو را به عنوان نشانه هویت قومی و به عنوان نمادی از «ملی‌گرایی رسمی» آغاز کرد تا افغانستان را پس از شکست امپراتوری بریتانیا در جنگ سوم انگلیس و افغانستان در سال ۱۹۱۹ به سوی استقلال سوق دهد. در دهه ۱۹۳۰ جنبشی برای ترویج زبان پشتو به عنوان زبان دولت، اداره و هنر با تأسیس انجمن پشتو در سال ۱۹۳۱، دانشگاه کابل در سال ۱۹۳۲ و همچنین فرهنگستان پشتو تولانا در سال ۱۹۳۷ آغاز شد.
در آن زمان گرچه نخبگان افغان رسماً از استفاده از زبان پشتو حمایت می‌کردند، زبان فارسی را «زبانی پیشرفته و نمادی از تربیت فرهنگی» می‌دانستند. شاه ظاهرشاه (سلطنت ۱۹۳۳–۱۹۷۳) پس از آنکه پدرش نادرخان در سال ۱۹۳۳ دستور داد که مقامات باید دو زبان فارسی و پشتو را بخوانند و از آن‌ها استفاده کنند، به این ترتیب عمل کرد. در سال ۱۹۳۶ یک فرمان سلطنتی از ظاهر شاه رسماً به زبان پشتو جایگاه زبان رسمی را اعطا کرد و استفاده از آن را در تمام امور دولتی و آموزشی مجاز شمرد؛ علی‌رغم این واقعیت که خانواده سلطنتی و دیوان‌سالاران بیشتر به فارسی صحبت می‌کردند. بنابراین پشتو به یک زبان ملی و نمادی برای ملی‌گرایی پشتون تبدیل شد.
مجلس قانون اساسی در سال ۱۹۶۴ هنگامی که نام زبان فارسی در قانون اساسی به‌طور رسمی به دری تغییر یافت، وضعیت زبان پشتو را به عنوان یک زبان رسمی را تأیید کرد. سرود ملی افغانستان به زبان پشتو است.

### پاکستان

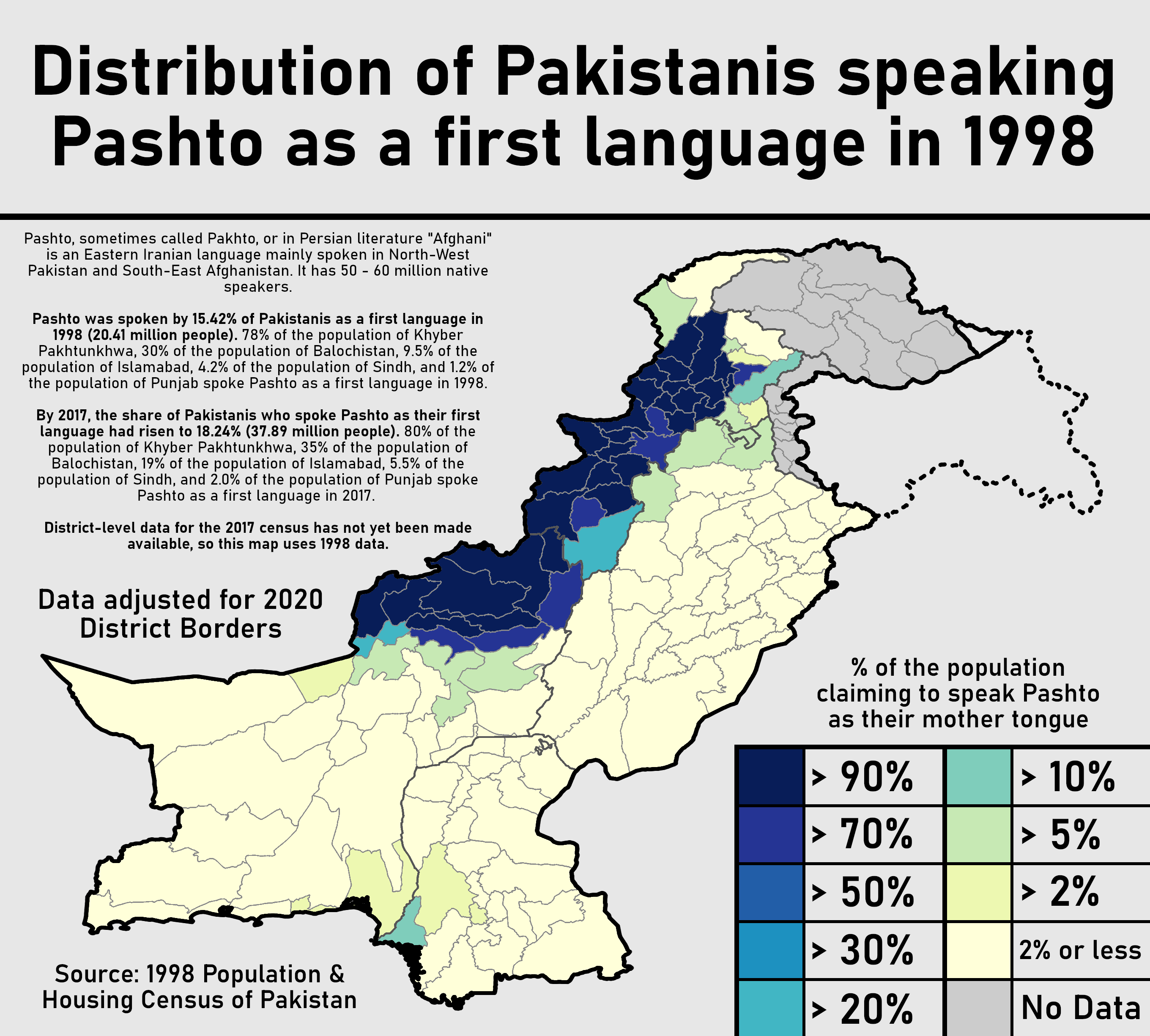
مناطق پشتوزبان پاکستان در سال ۱۹۹۸

در پاکستان، پشتو زبان اول ۱۵ ٪ از جمعیت است (در سال ۱۹۹۸)، پشتون‌ها بیشتر در شمال غربی در ایالت خیبر پختونخوا و مناطق شمالی ایالت بلوچستان ساکنند. پشتو همچنین در بخش‌هایی از نواحی میانوالی و اتک در ایالت پنجاب، مناطقی از گلگت-بلتستان، در اسلام‌آباد و همچنین توسط جوامع پشتوزبان در شهرهای مختلف سراسر کشور به ویژه کراچی و حیدرآباد در سند، صحبت می‌شود.
اردو و انگلیسی دو زبان رسمی پاکستان هستند. پشتو وضعیت رسمی در سطح فدرال ندارد. در سطح ایالتی، زبان پشتو زبان منطقه‌ای خیبر پختونخوا و شمال بلوچستان است. زبان اصلی آموزش در مدارس دولتی در پاکستان اردو است اما از سال ۲۰۱۴ به بعد، دولت خیبر پختونخوا تأکید بیشتری بر استفاده از انگلیسی به عنوان زبان آموزشی کرده است. این امر باعث نارضایتی روزافزون در میان پشتون‌ها شده است، آن‌ها همچنین شکایت دارند که پشتو غالباً به‌طور رسمی مورد غفلت قرار می‌گیرد.
پروفسور طارق رحمان در این باره می‌گوید:
«دولت پاکستان که با ادعاهای بازپیوندخواهی از سوی افغانستان بر خاک خود روبروست، جنبش پشتو را دلسرد و سرانجام استفاده از پشتو در دامنه‌های پیرامونی را مجاز کرده است… بنابراین، حتی اگر هنوز در میان برخی از کنشگران پشتون تمایلی وجود داشته باشد که در حوزه‌های قدرت از پشتو استفاده کنند، این بیشتر نمادی از هویت پشتون است تا ملی‌گرایی.»— طارق رحمان، زبان و شکل‌گیری هویت پشتو در پاکستان

## واج‌شناسی
زبان پشتو، چه از نظر واج‌شناسی و چه ازنظر ساختمان دستوری، با دیگر زبان‌های ایرانی تفاوت‌هایی دارد. خیشومی‌شدگی و کامی‌شدگی در آواشناسی تاریخی پشتو نقش مهمی ایفا کرده است. این زبان را به دو گروه غربی (یا جنوب‌غربی) و شرقی (یا شمال‌شرقی) تقسیم می‌کنند. گویش مهم گروه غربی، گویش قندهاری است و در گروه شرقی گویش پیشاوری اهمیت دارد. اختلاف میان این دو گروه، هم در چگونگی ادای واکه‌ها و هم در برخی نکته‌های دستوری است. ازجمله نام یا عنوان زبان که در قندهاری «پشتو» و در پیشاوری «پختو» تلفظ می‌شود.

### واکه‌ها
|       | پیشین | مرکزی | پسین |
| ----- | ----- | ----- | ---- |
| بسته  | i     |       | u    |
| میانه | e     | ə     | o    |
| باز   | a     |       | ɑ    |

### همخوان‌ها
|         | لبی    | لبی   | دندانی‌لثوی | دندانی‌لثوی | پسالثوی | پسالثوی | برگشته | برگشته | کامی   | کامی  | نرم‌کامی | نرم‌کامی | زبانکی | زبانکی | چاکنایی | چاکنایی |
| بی‌واک   | واک‌دار | بی‌واک | واک‌دار     | بی‌واک      | واک‌دار  | بی‌واک   | واک‌دار | بی‌واک  | واک‌دار | بی‌واک | واک‌دار  | بی‌واک   | واک‌دار | بی‌واک  | واک‌دار  |         |
| ------- | ------ | ----- | ---------- | ---------- | ------- | ------- | ------ | ------ | ------ | ----- | ------- | ------- | ------ | ------ | ------- | ------- |
| خیشومی  |        | m     |            | n          |         |         |        | ɳ      |        |       |         | ŋ       |        |        |         |         |
| انسدادی | p      | b     | t̪          | d̪          |         |         | ʈ      | ɖ      |        |       | k       | ɡ       | q      |        |         |         |
| انسایشی |        |       | t͡s         | d͡z         | t͡ʃ      | d͡ʒ      |        |        |        |       |         |         |        |        |         |         |
| زنشی    |        |       |            |            |         |         | ɽ      | ɽ      |        |       |         |         |        |        |         |         |
| سایشی   | f      |       | s          | z          | ʃ       | ʒ       | ʂ      | ʐ      | ç      | ʝ     | x       | ɣ       |        |        | h       |         |
| ناسوده  |        |       |            | l          |         |         |        |        |        | j     |         | w       |        |        |         |         |
| لرزشی   |        |       | r          |            |         |         |        |        |        |       |         |         |        |        |         |         |

- همخوان‌های /ف/ و /ق/ بومی پشتو نیستند و بیشتر به ترتیب با /پ/ و /ک/ جایگزین می‌شوند.[۶۳]

### خوشه‌های همخوانی پایانی
در واژه‌های اصیل پشتو:
در برخی از خوشه‌های همخوانی پایانی در واژه‌های اصیل پشتو یعنی خوشه‌هایی مانند /st/, /xt/ و /nd/، امکان حذف همخوان پایانی در گفتار سریع وجود دارد (مانند حذف /d/ در "sind" به "sin")، اما در برخی دیگر این امکان وجود ندارد (مانند /sk/ در "sosk"). این پدیده با مفهوم "تمایل به شباهت‌گریزی" در خوشه‌های همخوانی توضیح داده می‌شود؛ یعنی در خوشه‌هایی که دو همخوان از نظر ویژگی‌های آوایی به هم شبیه هستند (مانند /nd/)، تمایل به حذف یکی از همخوان‌ها برای ایجاد تمایز بیشتر وجود دارد.
در وام‌واژه‌ها:
در خوشه‌هایی که در وام‌واژه‌های زبان پشتو دیده می‌شوند (مانند /rm/ در "garm")، در برخی موارد این خوشه‌ها با افزودن یک واکه (مانند /ə/ در "garəm") شکسته می‌شوند تا با محدودیت‌های واج‌آرایی زبان پشتو سازگار شوند. این پدیده با اصل توالی رسایی توضیح داده می‌شود. این اصل بیان می‌کند که در یک هجا، همخوان‌ها باید به ترتیب خاصی از نظر رسایی قرار بگیرند. در برخی موارد، خوشه‌های همخوانی در وام‌واژه‌ها این اصل را نقض می‌کنند و برای رفع این مشکل، یک واکه بین آن‌ها درج می‌شود.

## دستور زبان
پشتو یک زبان نهاد-مفعول-فعل است. صفتها پیش از اسم می‌آیند. اسم و صفت‌ها در دو جنس (نر/ماده)، دو شمار (جمع/مفرد)، و چهار حالت (مستقیم، غیرفعلی، ازسویی و ندایی) صرف می‌شوند. یک صرف برای وجه التزامی نیز وجود دارد. سامانه فعلی با وجود زمان‌های حال، گذشته ساده، گذشته مستمر، حال نقلی و گذشته نقلی بسیار پیچیده است. فعل به‌طور کلی هم در جمله‌های گذرا و هم در ناگذر با نهاد مطابقت دارد. یک استثنا وقتی اتفاق می‌افتد که یک کار تمام شده در هر یک از زمان‌های گذشته (گذشته ساده، گذشته مستمر، حال نقلی یا گذشته نقلی) گزارش شود. در چنین مواردی، فعل در صورتی که ناگذر باشد با نهاد مطابق است ولی اگر گذرا باشد، با مفعول مطابق است. بر خلاف بسیاری از زبان‌های دیگر هندوایرانی، پشتو از هر سه گروه حرف اضافه‌ای - پیشوند، پسوند و مرکب، استفاده می‌کند.

## واژگان
بیشتر واژگان پشتو از ریشه ایرانی شرقی است. با این حال، شمار قابل توجهی از آن‌ها منحصر به زبان پشتو است. پس از قرن هفتم وام‌واژه‌هایی عمدتاً از فارسی و هندی و عربی (بیشتر از راه فارسی) وارد پشتو شده‌اند پشتوی امروزی از انگلیسی، فرانسوی و آلمانی نیز وام‌واژه دریافت کرده است.
در اینجا یک فهرست نمونه از واژگان سره پشتو و وام‌واژه‌ها آورده شده است:
| پشتو         | وام فارسی | وام عربی |
| ------------ | --------- | -------- |
| چوپړ         | خدمت      | خدمة     |
| هڅه          | کوشش      |          |
| ملګری، ملګری | دوست      |          |
| نړی          | جهان      | دنیا     |
| تود/توده     | گرم       |          |
| اړتیا        | نیاز      | ضرورة    |
| هیله         | امید      |          |
| د … په اړه   | درباره    |          |

## سامانه نوشتاری

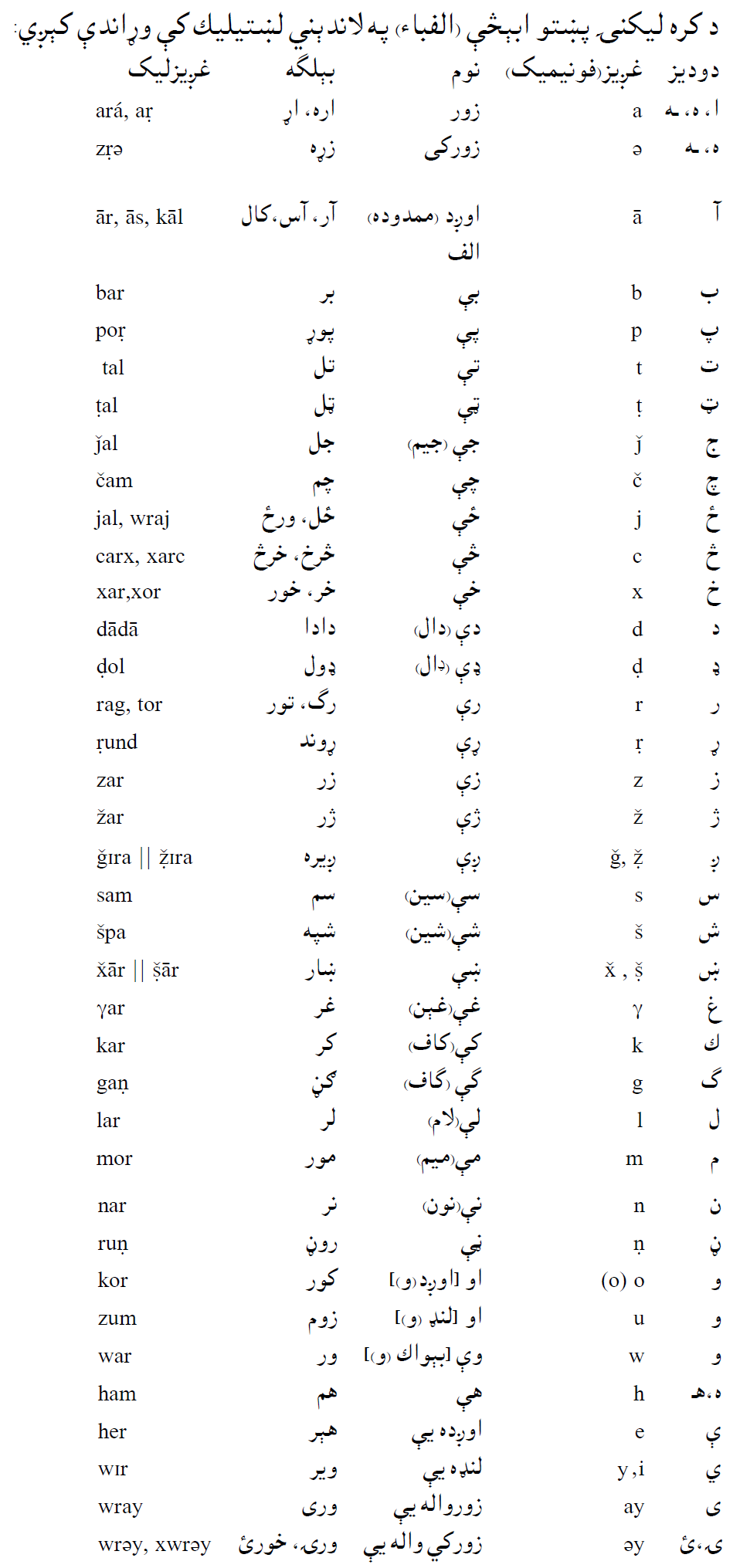
الفبای پشتو

پشتو الفبای پشتو را به کار می‌گیرد که گونه اصلاح‌شده الفبای فارسی است. در قرن شانزدهم، بایزید پیر روشن ۱۳ حرف جدید را به الفبای پشتو وارد کرد. در طی سال‌ها این الفبا بیشتر اصلاح شد.
الفبای پشتو از ۴۵ حرف و ۴ حرکت تشکیل شده است. در نویسه‌گردانی لاتین، تنش با نشانگرهای ә́، á، ā́، ú، ó، í و é بر روی واکه‌ها نشان داده می‌شود. در جدول زیر الفبای پشتو آورده شده است:
| ا ā /ɑ/ | ب b /b/ | پ p /p/ | ت t /t̪/             | ټ ṭ /ʈ/       | ث s /s/ | ج j /d͡ʒ/      | ځ ź /d͡z, z/             | چ č /t͡ʃ/        | څ c /t͡s, s/ | ح h /h/                 | خ x /x/ |
| د d /d̪/ | ډ ḍ /ɖ/ | ذ z /z/ | ر r /r/             | ړ ṛ /ɽ/       | ز z /z/ | ژ ž /ʒ/       | ږ ǵ (or ẓ̌) /ʐ, ʝ, ɡ, ʒ/ | س s /s/         | ش š /ʃ/     | ښ x̌ (or ṣ̌) /ʂ, ç, x, ʃ/ |         |
| ص s /s/ | ض z /z/ | ط t /t̪/ | ظ z /z/             | ع ’ /ʔ, ɑ/    | غ ğ /ɣ/ | ف f /f, p/    | ق q /q,k/               | ک k /k/         | ګ g /ɡ/     | ل l /l/                 |         |
| م m /m/ | ن n /n/ | ڼ ṇ /ɳ/ | و w, u, o /w, u, o/ | ه h, a /h, a/ | هٔ ə /ə/ | ی y, i /j, i/ | ی e /e/                 | ی ay, y /ai, j/ | ی əi /əi/   | ئ əi, y /əi, j/         |         |

## گویش‌ها
گویش‌های پشتو به دو گونه تقسیم می‌شوند: گونه نرم جنوبی «پشتو» و گونه سخت شمالی «پختو». هر گونه به‌شماری گویش تقسیم می‌شود. گویش جنوبی ونتسی متمایزترین گویش پشتو است.
۱ گونه جنوبی
- گویش درانی یا قندهاری (یا گویش جنوب غربی)
- گویش کاکار (یا گویش جنوب شرقی)
- گویش شیرانی
- گویش ماندوخل
- گویش مروت-بتانی
- گویش ونتسی
- گروه کرلانی جنوبی یا گویش‌های مرکزی

- گویش ختک
- گویش وزیرولا

- گویش داورولا
- گویش ماسیدولا

- گویش بانوچی

۲ گونه شمالی
- گویش مرکزی گیلجی (یا گویش شمال غربی)

- گویش وردک

- گویش یوسفزی یا یوساپزی (یا گویش شمال شرقی)
- گروه کرلانی شمالی

- گویش تانیولا
- گویش قبیله منگل
- گویش خوستی
- گویش زادران
- گویش بانگاش-اوراکزی-توری-زازی
- گویش آفریدی
- گویش خوگیانی

## پشتوی معیار
پشتوی معیار گونه معیار است که به عنوان گویش ارجمند پشتو عمل می‌کند و بر پایه گویش شمال غربی بنا شده است که در منطقه مرکزی غل‌زابی، شامل کابل و برخی از مناطق اطراف آن صحبت می‌شود. با این حال واژگان پشتوی معیار از پشتوی جنوبی نیز گرفته شده‌اند. این گویش از پشتو به عنوان معیار انتخاب شده است زیرا برای همه قابل درک است. پشتو معیار گونه ادبی پشتو است که در رسانه‌های افغانستان استفاده می‌شود.
پشتوی معیار توسط رادیو تلویزیون ملی و آکادمی علوم افغانستان در کابل توسعه یافته است. این سازمان از واژگان یا عبارات موجود، نوواژه‌ها را برای اصطلاحات جدید ایجاد و آن‌ها را به دایره واژگان پشتو معرفی کند. پشتوی معیار همچنین در مدارس ابتدایی کشور آموزش داده می‌شود. از این زبان برای نوشتار و گفتار رسمی و در حوزه رسانه‌ها و دولت استفاده می‌شود.
همچنین تلاش شده است که یک گونه نوشتاری پشتو بر اساس خط لاتین ایجاد شود، اما این تلاش‌ها برای به‌کارگیری الفبای لاتین مورد حمایت رسمی قرار نگرفته است.

## ادبیات

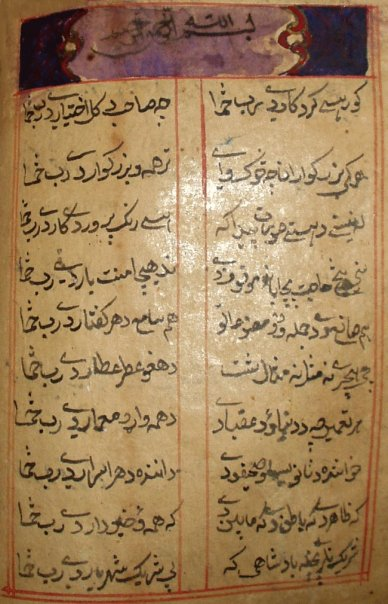
شعری از رحمان بابا

آثار ادبی پیش از اسلام به این زبان به‌دست نیامده است. در کتاب پته خزانه (گنجینهٔ پنهان) ادعا می‌شود که برخی از منظومات و اشعار پشتو به سدهٔ دوم هجری تعلق دارد. قدیمی‌ترین ادعای این کتاب مربوط می‌شود به شاعر پشتو امیر کرور و دارای یک منظومهٔ حماسی، پسر امیر پولاد سوری که به سال ۱۳۹ ه‍.ق/ ۷۵۶م. در مندشِ غور امیر بود. البته اصالت این کتاب از سوی پژوهشگران و زبان‌شناسان رد شده است. عبدالحی حبیبی، پژوهشگر اهل افغانستان، مدعی می‌شود که آن کتاب در ۱۳۲۲ ه‍.ش به دستش افتاده است، اما به‌طور عالم پژوهشگران، پشتوشناسان و مورخان نظریهٔ وی را رد کرده‌اند و آن جعلی می‌دانند که در دههٔ چهل میلادی، یعنی کمی پیش از ادعای کشف، جعل شده است.
اما آنچه که مورخان و زبان‌شناسان به شکل جدی تأیید کرد، این است که نخستین اثر به این زبان در سدهٔ شانزدهم میلادی نوشته شده است. از نویسندگان دیگرِ پشتو می‌توان به خوشحال‌خان ختک (۱۶۱۳–۱۶۹۴ م)، عبدالرحمن بابا (زادهٔ ۱۰۴۲ ه‍.ق/ ۱۶۳۲ م)، حمید مهمند (درگذشتهٔ حدود ۱۶۹۰ م) و پیرمحمد کاکر (درگذشتهٔ حدود ۱۷۷۰ م) اشاره کرد.
در طی سده‌های پیاپی، پشتو تنها در گفتار به‌کار می‌رفته و آثار ادبی به این زبان بسیار اندک بوده است. تنها از سال ۱۹۳۶ بود که دولت افغانستان پشتو را زبان رسمی کشور قرار داد و ازآن‌پس روزنامه، کتاب و آثار ادبی به این زبان پدید آمد و تدریس آن در آموزشگاه‌ها معمول شد.
در مورد کتاب پته خزانه، مگر از سوی دیگر اگر به یک نسخهٔ خطی دستی کتاب «پته خزانه» که در نزد اینترنت نشر شده بود ، اگر به همان نسخهٔ خطی دستی از کتاب «پته خزانه» اگر دیده شود، در آنجا در نزد صفحهٔ رقم ۴ از آن نسخه، این چنین کلمه‌ها خوانده شده می‌توانستند: «ورځ و د جمعه ۶ ا و جمادی‌الثانی سنه و ۱۱۴۱ هجری»، که به راستی هم که روز ۱۶ یا شانزدهم ماه جمادی‌الثانی سال ۱۱۴۱ هجری قمری، کدام روز جمعه نه بود، مگر در زبان پشتو، کلمهٔ «او» یعنی «و» یا با معنی «واو ربط» یا با معنیٰ «واو عطف» را می‌فرمودند، و ظاهراً اگر آن نسخهٔ خطی دستی یافت شده اگر یک نسخهٔ دوباره رونوشت شده اگر بود، شاید که رونوشتگر دوباره، شاید که نوشته‌های «۶ او جمادی‌الثانی سنه و (یا «د») ۱۱۴۱ هجری» را شاید که اشتباهاً انگار رقم‌های اشتباهی «۱۶» یا به سان غلط انگار «شانزده» شاید که انگاشته بود، که مگر تقویم‌ها و جنتری‌های معاصر الکترونیکی و اینترنتی، به راستی هم که «روز ۶، یا روز ششم، از ماه جمادی‌الثانی از سال ۱۱۴۱ هجری قمری» را یک روز «جمعه» نشان می‌داده‌اند؛ و شاید که آقای پروفیسور عبد الحی حبیبی، شاید که بدون کمترین اندیشه به انگار جعل کاری، مگر همان اشتباه کدام شخص رونوشتگر دوباره کتاب «پته خزانه» را ظاهراً شاید که با امانتکاری نقل و هم آنچنان به چاپ سپرده بود؛ و بناءاً یک امکانِ دفاع از ادعاء صحیح بودن و درست بودن و راستی و حقیقی بودن کتاب «پته خزانه» هم ظاهراً که آنچنان موجود بود. اصالت این کتاب مورد تأیید حلقه‌های آکادمیک قرار ندارد. نویسندگانی در پیشاور پاکستان و افغانستان این کتاب را زیر سؤال برده‌اند و در آن مواردی یافته‌اند که حدس و گمان مبنی بر جعلی بودن گنجینهٔ پنهان را نزدیک به یقین می‌کند؛ از جمله در ذکر روزهای هفته و ماه‌ها. نویسندگان کتاب، از جمله عبدالحی حبیبی، گمان نمی‌کردند تقویمی به‌وجود بیاید که بتواند روزها و تاریخ‌های هزار سال پیش و هزار سال بعد را معین کند. اما امروز چنین تقویم‌هایی وجود دارند که براساس آن‌ها می‌توان جعل بودن این کتاب را ثابت کرد؛ مثلاً نویسندهٔ کتاب می‌گوید: روز دوشنبه ۱۶ ربیع‌الاول فلان سال. وقتی به تقویم همان سال نگاه کنید، ۱۶ ربیع‌الاول سال موردنظر نه دوشنبه که پنجشنبه است!

## سیاست احیای زبان پشتو
در دورهٔ محمد ظاهرشاه و پس از تدوین قانون اساسی در ۱۳۴۳ ه‍. خ، رجال سیاسیِ پشتون، به سرپرستی رِشتِین، کوشیدند تا زبان پشتو را به‌عنوان یگانه زبان رسمی کشور در متن قانون اساسی به تصویب برسانند، اما اعتراض جدی مردم از یک سو، و دفاع نمایندگان فارسی‌زبان قانون‌گذار از دیگر سو، از این امر جلوگیری کرد. سرانجام، پشتون‌ها پذیرفتند که رسمیت زبان‌های فارسی دری و پشتو را در قانون اساسی بگنجانند. بدین‌ترتیب، افغانستان کشوری دوزبانه شد و امکانات محدود مربوط به زمینه‌های آموزش و پرورش و نیز قابلیت‌های مطبوعاتی و استعدادهای فرهنگی به دو نیم گردید. نیمهٔ نخست و سنگین‌ترِ آن به رشد زبان و ادب پشتو اختصاص یافت و نیمهٔ واپسین و سبک‌ترِ آن در راه ادامهٔ حیات زبان و ادب فارسی دری صرف شد.
ازاین‌پس، درحقیقت، قابلیت‌ها و استعدادهای محدود اقتصادی، ادبی و فرهنگی کشور، صرف طرح و عرضهٔ مفهومی واحد با دو صورت زبانی گردید و نتیجهٔ آن رخداد این شد که از یک سو، ادب فارسی دری سیر طبیعی و معمول خود را ازدست داد، و از دیگر سو، پاره‌ای از استعدادهای واژگانیِ فارسی در افغانستان مختل شد و از قوه به فعل نرسید و واژه‌های پشتو بر آن تحمیل شد و وجه زیبایی‌شناختیِ آن مخدوش و مغشوش گردید.

## تأثیر فارسی بر پشتو
در زبان پشتو واژه‌های فارسی بسیار است و دلیل آن ریشهٔ مشترک آن‌ها و نبودن واژه‌های کافی است. پشتو از دستهٔ زبان‌های ایرانی نوین شرقی و فارسی از دستهٔ ایرانی نوین غربی است. تقریباً شصت درصد واژگان زبان پشتو از زبان فارسی گرفته شده است.
پشتو ۴۴ واج دارد، متشکل از ۱۴ واکه و ۳۰ همخوان. پشتو همهٔ واج‌های فارسی را دارد، بجز ف که در پشتو کم دیده شده و همیشه به پ تبدیل می‌شود یا دست‌کم با تلفظ پ خوانده می‌شود. ج گهگاه به ځ و چ به څ تبدیل می‌شوند، مانند تبدیل «چادر»، «چاه»، «جان»، و «جنگل» به ترتیب به «څادر»، «څاه»، «ځان»، و «ځنگل».

## نمونه‌ها
| واژه      | پشتو                  | نویسه‌گردانی                | معنی لغوی           |
| --------- | --------------------- | -------------------------- | ------------------- |
| سلام      | ستړی مه شی ستړی مه شی | stә́ṛay mә́ she stә́ṛe mә́ she | خسته نباشید         |
| سلام      | ستړی مه شئ            | stә́ṛi mә́ shai              | خسته نباشید         |
| سلام      | په خیر راغلی          | pə xair rā́ğle              | به خوبی آمدی        |
| سپاسگزارم | مننه                  | manә́na                     | پذیرش [از فعل منل]  |
| خدانگه‌دار | په مخه دی ښه          | pə mә́kha de x̌á             | خوبی در برابرت باشد |
| خدانگه‌دار | خدای پامان            | xwdā́i pāmā́n                | به امان خدا         |

### رنگ‌ها
فهرست رنگ‌ها:
سور/ سره
 sur/sra [قرمز]
شین / شنه
šin/šna [سبز]
کینخی
kinaxí [ارغوانی]
تور/ توره
tor/tóra [سیاه]
شین / شنه
šin/šna [آبی]
سپین/ سپینه
spin/spína [سفید]
نسواری
naswārí [قهوه‌ای]
ژیړ/ ژیړه
žeṛ/žéṛa [زرد]
چوڼیا
 čuṇyā́  [بنفش]
خړ / خړه
xәṛ/xə́ṛa  [خاکستری]
رنگ‌هایی که از زبان‌های همسایه آمده‌اند:
- نارنجی nārәnjí - نارنجی [از فارسی]
- گلابی gulābí - صورتی [از هندی و فارسی]
- نیلی nilí - نیلی [از فارسی]

### زمان‌های روز

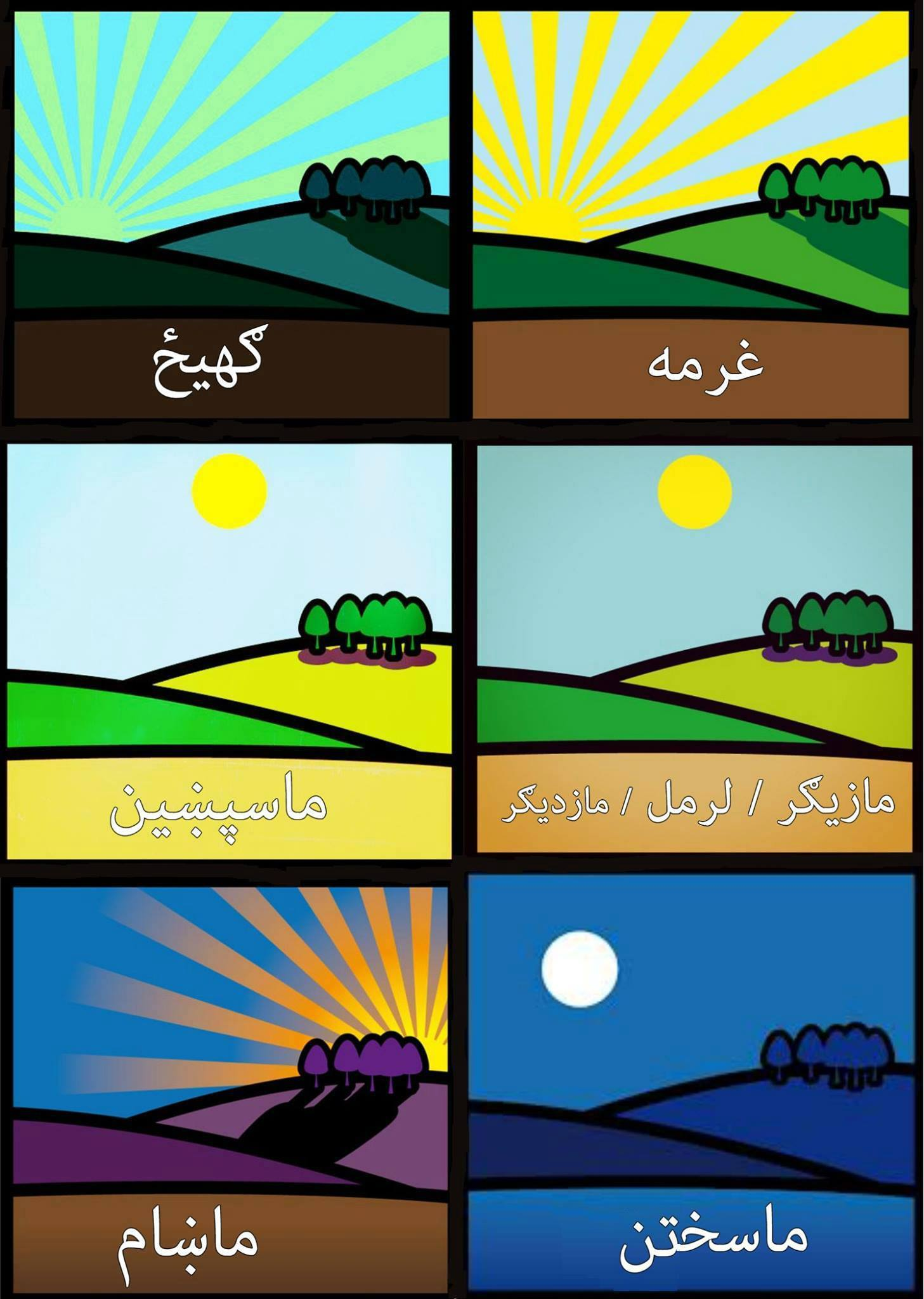
زمان‌ها به پشتو

| زمان   | پشتو           | نویسه‌گردانی      | IPA                                                          |
| ------ | -------------- | ---------------- | ------------------------------------------------------------ |
| صبح    | ګهیځ           | gahíź            | /ɡa.hiˈd͡z/                                                   |
| ظهر    | غرمه           | ğarmá            | /ɣar.maˈ/                                                    |
| عصر    | ماسپښین        | māspasx̌ín        | Kandahar: /mɑs.pa. ʂiˈn/ Yusapzai: /mɑs.pa.xiˈn/             |
| غروب   | مازدیګر مازیګر | māzdigár māzigár | /mɑz.d̪i. ɡaˈr/ /mɑ.zi. ɡaˈr/                                 |
| شامگاه | ماښام          | māx̌ā́m            | Kandahari: /mɑ. ʂɑˈm/ Wardak: /mɑ. çɑˈm/ Yusapzai: /mɑ.xɑˈm/ |
| شب     | ماسختن         | māsxután         | /mɑs.xwə.t̪aˈn/ /mɑs.xʊ.t̪aˈn/                                 |